# Tioukalinsk
Tioukalinsk (en russe : Тюкалинск) est une ville de l'oblast d'Omsk, en Russie, et le centre administratif du raïon Tioukalinski. Sa population s'élevait à 10 906 habitants en 2013.

## Géographie

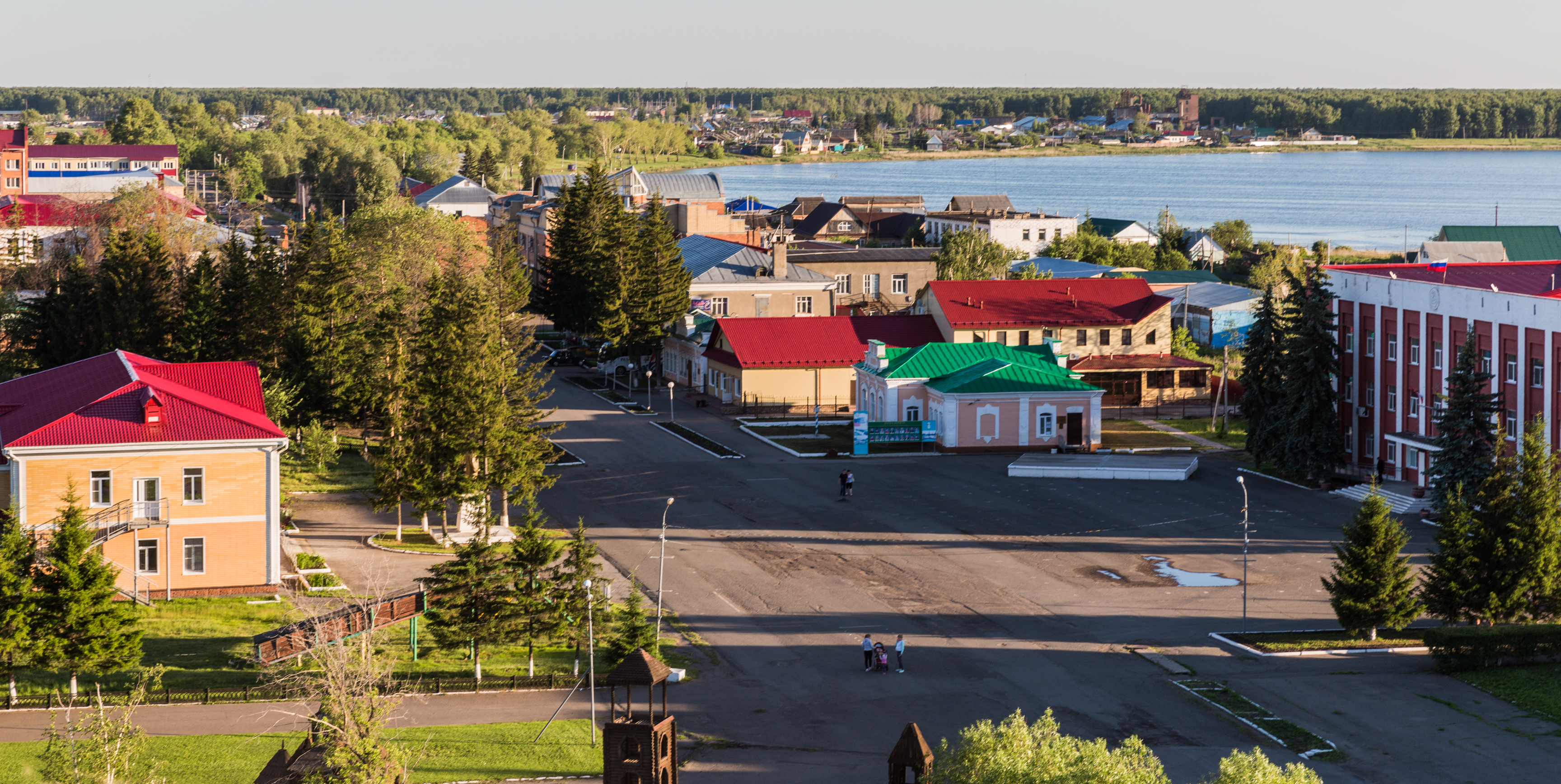
Le lac Razliv à Tyoukalinsk.

Tioukalinsk se trouve dans le sud de la plaine de Sibérie occidentale, à 123 km au nord-ouest d'Omsk et à 60 km au nord-est de la gare ferroviaire de Nazyvaïevsk, sur le Transsibérien.

## Histoire
En 1759, un relais de poste nommé Tioukalinski Stanets existait au bord de la rivière Tioulaka, sur le site de l'actuelle Tioukalinsk. Il évolua en un sloboda nommé Tioukalinskaïa en 1763. En 1823, elle reçut le statut de ville, qui lui fut retiré en 1838 et rendu en 1878. Tioukalinsk perdit son importance commerciale après la construction du chemin de fer Transsibérien.

## Population
Recensements (*) ou estimations de la population
| 1856  | 1897* | 1926* | 1939* | 1959*  | 1970*  |
| ----- | ----- | ----- | ----- | ------ | ------ |
| 1 500 | 4 018 | 4 200 | 6 600 | 10 197 | 10 385 |

| 1979*  | 1989*  | 2002*  | 2010*  | 2012   | 2013   |
| ------ | ------ | ------ | ------ | ------ | ------ |
| 11 480 | 12 191 | 12 007 | 11 275 | 11 203 | 10 906 |